# Saint-Mandé

Saint-Mandé en la Petite Couronne.

 Saint-Mandé  es una comuna y población de Francia, en la región de Isla de Francia, departamento de Valle del Marne, en el distrito de Nogent-sur-Marne. La comuna conforma por sí misma el cantón homónimo.
Su población municipal en 2007 era de 22 737 habitantes.
No está integrada en ninguna communauté d'agglomération u organismo similar.

## Demografía
| 474 | 297 | 370 | 455 | 2 474 | 2 478 | 3 590 | 3 857 | 5 292 | 2 883 | 4 561 | 6 388 | 7 499 | 9 398 | 10 492 | 11 329 | 13 371 | 15 726 | 17 714 | 19 227 | 20 012 | 21 477 | 21 257 | 22 253 | 23 061 | 24 522 | 24 325 | 23 044 | 20 968 | 18 673 | 18 684 | 19 697 | 22 737 |
| Para los censos de 1962 a 1999 la población legal corresponde a la población sin duplicidades (Fuente: INSEE [Consultar]) |     |     |     |       |       |       |       |       |       |       |       |       |       |        |        |        |        |        |        |        |        |        |        |        |        |        |        |        |        |        |        |        |

## Ciudades hermanadas
- 1956,  Waltham Forest en el Reino Unido.
- 1989,  Eschwege en Alemania.
- 1997,  Concord ciudad de Estados Unidos en el Estado de Massachusetts.
- 2004,  Tres Cantos municipio de España en la Comunidad de Madrid.